# 吉野万理子
吉野 万理子（よしの まりこ、1970年 - ）は、日本の小説家、脚本家。
神奈川県逗子市出身。フェリス女学院高等学校、上智大学文学部卒。新聞社、出版社などに勤務した後、シナリオ・センター大阪校でシナリオを学ぶ。2002年「葬式新聞」で日本テレビシナリオ登龍門優秀賞受賞。2004年連続テレビドラマ「仔犬のワルツ」のシナリオを書く。2005年『秋の大三角』で第1回新潮エンターテインメント新人賞（現大賞）受賞（石田衣良選考）。以後、小説、児童読物で活動。『チームふたり』は第54回青少年読書感想文全国コンクール 課題図書に指定。『チームひとり』で第48回野間児童文芸賞候補。『劇団６年２組』で第29回うつのみやこども賞受賞、第62回小学館児童出版文化賞候補、第51回野間児童文芸賞候補。『ひみつの校庭』で第32回うつのみやこども賞受賞、第54回野間児童文芸賞候補。『73年前の紙風船』で、平成30年度（第73回） 文化庁芸術祭ラジオドラマ部門優秀賞受賞。

## 著書

### 小説
- 秋の大三角 新潮社 2005.12
- 雨のち晴れ、ところにより虹 新潮社 2006.7
- ドラマデイズ 角川書店 2007.3
- Route 134　 講談社 2007.8
- 乙女部部長 メディアファクトリー 2007.11
- エキストラ! PHP研究所 2008.10（文庫では『今夜も残業エキストラ』に改題 2012.1）
- シネマガール 角川書店 2009.6
- はじまりはオトコトモダチ メディアファクトリー 2009.8（MF文庫）
- 99通のラブレター PHP研究所 2010.1
- 想い出あずかります 新潮社 2011.5
- 海岸通りポストカードカフェ 双葉社 2012.1
- 恋愛映画は選ばない 実業之日本社 2012.11
- 連れ猫 新潮社 2013.2
- 時速47メートルの疾走 講談社 2014.9
- 空色バウムクーヘン 徳間書店 2015.4
- ロバのサイン会 光文社 2016.3
- 忘霊トランクルーム 新潮社 2018.4
- イモムシ偏愛記 光文社 2019.9
- トリカブトの花言葉を教えて 新潮社 2020.1
- 階段ランナー　徳間書店　2022.1

### 児童書・YA
- チームふたり 　学習研究社 2007.10 (学研の新・創作シリーズ)
- チームあした 　学習研究社 2008.12 (学研の新・創作シリーズ)
- チームひとり　 学研教育出版 2009.12 (学研の新・創作シリーズ)
- チームあかり 　学研教育出版 2010.10 (学研の新・創作シリーズ)
- チームみらい 　学研教育出版 2011.7 (学研の新・創作シリーズ)
- チームつばさ 　学研教育出版 2013.10 (学研の新・創作シリーズ)
- 100％ガールズ　 講談社 2012.7 (YA!ENTERTAINMENT)
- 100％ガールズ 2nd season　 講談社 2013.3 (YA!ENTERTAINMENT)
- 100％ガールズ 3rd season　 講談社 2013.10 (YA!ENTERTAINMENT)
- 劇団６年２組 　学研教育出版 2012.11（ティーンズ文学館）
- 虫ロボのぼうけん　カブトムシに土下座!?　理論社 2014.6
- 虫ロボのぼうけん　赤トンボとレース!　理論社 2014.9
- 虫ロボのぼうけん　スズメバチの城へ!　理論社 2015.2
- 虫ロボのぼうけん　バッタとジャンプ大会!　理論社 2015.7
- 虫ロボのぼうけん　フンコロ牧場へＧＯ！　理論社 2016.1
- 風船教室　金の星社 2014.9
- 赤の他人だったら、どんなによかったか。　講談社　2015.6
- おしごとのおはなし　走れ! みらいのエースストライカー  講談社  2015.10
- おしごとのおはなし　パイロットのたまご　講談社  2017.11
- ひみつの校庭　学研プラス　2015.11
- いい人ランキング　あすなろ書房　2016.8
- ライバル・オン・アイス　１　講談社　2016.10
- ライバル・オン・アイス　２　講談社　2016.12
- ライバル・オン・アイス　３　講談社　2017.3
- オレさすらいの転校生　理論社　2016.11
- 青空トランペット　学研プラス　2017.9
- 南西の風やや強く　あすなろ書房　2018.7
- どうぶつのかぞくはらぺこペンギンのぼうけん　講談社　2018.12.17
- 昨日のぼくのパーツ　講談社　2018.12
- 部長会議はじまります　朝日学生新聞社　2019.2
- ピンポン兄弟　ゆめへスマッシュ！ 講談社　2019.11
- 雨女とホームラン　静山社　2020.5.20
- 海をこえて虫フレンズ (おはなしSDGs 15)　講談社 2021.1
- 強制終了、いつか再起動　講談社　2021.2
- シミちゃん　くもん出版　2021.7
- 崖の下の魔法使い　学研プラス　2021.9.14
- 恋愛問題は止まらない　小学館　2022.5
- 5年1組ひみつだよ (短編小学校)　静山社　2022.8
- ２番めにすき　くもん出版　2022.11
- マジカルカレンダー1　タイムトラベル!? 400年前の世界へGO!　ポプラ社　2022.12
- 5年2組ふしぎだね（短編小学校） 静山社　2023.2
- おはなしサイエンス　バイオミメティクス（生物模倣技術）　マンボウ、空を飛ぶ　講談社　2023.3
- 5年3組びっくりだ（短編小学校） 静山社　2023.3
- マジカルカレンダー２  今度のタイムトラベルは１５０年前の日本！　ポプラ社　2023.6
- ネコはとってもいそがしい  くもん出版　2023.10
- 100年見つめてきました　講談社　2023.11
- ６年１組すきなんだ (短編小学校)　静山社  2024.5
- ６年２組なぞめいて (短編小学校)　静山社　2024.6
- ６年３組さらばです (短編小学校)　静山社　2024.7
- ゆうやけトンボジェット　くもん出版　2024.11
- やなやつ改造計画　あすなろ書房　2025.1
- 白い虹を投げる　Gakken 2025.3

### アンソロジー
「」内が吉野万理子の作品
- 好き、だった。 はじめての失恋、七つの話。（2010年2月　MF文庫ダ・ヴィンチ)　「マリン・ロマンティスト」
- あのころの、(2012年4月　実業之日本社文庫）　「約束は今も届かなくて」
- 大崎梢リクエスト！ 本屋さんのアンソロジー（2013年1月 光文社 / 2014年8月 光文社文庫）　「ロバのサイン会」
- YA! アンソロジー ハピネス　(2013年9月　講談社YA! ENTERTAINMENT)　「運命の白い糸」
- あまからすっぱい物語　２　おとなの味　(2016年6月　小学館）　「実と葉と根」
- あなたのとなりにある不思議　びくびく編　（2017年1月　ポプラ社）　「清造くん記念日」
- 古典から生まれた新しい物語　こわい話　（2017年２月　偕成社）　「さよならピアノ」
- 本当にあった? 恐怖のお話・魔　(2018年２月　PHP研究所）　「黒い波」
- やがて、物語は逆転する　 (2020年3月　偕成社）　「やゆよわ同盟」
- ラストでわかるだれの手紙　（2020年6月　PHP研究所）　「永遠にそばにいる」
- ああ、もうダメだ! (その一言から生まれる物語)　（2022年3月　偕成社）　「青いネコ」
- いつも勇気があってオシャレな女の子　（2022年3月　岩崎書店）　「ヒカリハンター」

## 脚本
- 仔犬のワルツ 2004.4-6 （日本テレビ系）
- 想い出あずかります　2011.11　（NHK FMシアター）
- 恋愛映画は選ばない　2013.6　（NHK 青春アドベンチャー）
- 青い羽ねむる　2017.9　（NHK FMシアター）
- 73年前の紙風船　2018.8 （NHK FMシアター）
- 遥かな旅　蝶の道　2019.8 （NHK FMシアター）

## ノベライズ
- 初恋 v.1-3 チョ・ソヘ脚本・ノベライズ ワニブックス 2004
- ジゼル　クラシックバレエおひめさま物語　講談社　2015.1